# Románia az 1998. évi téli olimpiai játékokon
Románia a japán Naganóban megrendezett 1998. évi téli olimpiai játékok egyik részt vevő nemzete volt. Az országot az olimpián 6 sportágban 16 sportoló képviselte, akik érmet nem szereztek.

## Biatlon
Férfi
| Versenyző  | Versenyszám  | Lövőhiba    | Időeredmény | Helyezés |
| ---------- | ------------ | ----------- | ----------- | -------- |
| Marius Ene | 10 km sprint | 2 (2+0)     | 31:54,8     | 64.      |
| Marius Ene | 20 km egyéni | 5 (1+1+2+1) | 1:05:23,9   | 60.      |

Női
| Versenyző   | Versenyszám   | Lövőhiba    | Időeredmény | Helyezés |
| ----------- | ------------- | ----------- | ----------- | -------- |
| Tófalvi Éva | 7,5 km sprint | 2 (1+1)     | 25:10,3     | 31.      |
| Tófalvi Éva | 15 km egyéni  | 1 (0+0+1+0) | 56:48,6     | 11.      |

## Bob
| Versenyző                                                        | Versenyszám | 1. futam | 1. futam | 2. futam | 2. futam | 3. futam | 3. futam | 4. futam | 4. futam | Összesítés | Összesítés |
| Versenyző                                                        | Versenyszám | Idő      | Hely.    | Idő      | Hely.    | Idő      | Hely.    | Idő      | Hely.    | Idő        | Helyezés   |
| ---------------------------------------------------------------- | ----------- | -------- | -------- | -------- | -------- | -------- | -------- | -------- | -------- | ---------- | ---------- |
| Paul Neagu Gabriel Tătaru                                        | Kettes      | 56,38    | 29.      | 56,10    | 28.      | 55,54    | 24.      | 55,64    | 24.      | 3:43,66    | 25.        |
| Florian Enache Mihai Dumitrașcu                                  | Kettes      | 56,03    | 26.      | 55,86    | 25.*     | 55,97    | 26.      | 55,87    | 25.*     | 3:43,73    | 26.        |
| Florian Enache Marian Chițescu Iulian Păcioianu Mihai Dumitrașcu | Négyes      | 55,01    | 24.      | 55,37    | 27.      | 55,68    | 27.      |          |          | 2:46,06    | 27.        |

* - egy másik csapattal azonos eredményt ért el

## Gyorskorcsolya
Férfi
| Versenyző         | Versenyszám | Eredmény | Helyezés |
| ----------------- | ----------- | -------- | -------- |
| Dezideriu Horvath | 1500 m      | 1:57,35  | 44.      |
| Dezideriu Horvath | 5000 m      | 6:57,08  | 30.      |

Női
| Versenyző       | Versenyszám | Eredmény | Helyezés |
| --------------- | ----------- | -------- | -------- |
| Mihaela Dascălu | 1500 m      | 2:08,77  | 34.      |
| Mihaela Dascălu | 3000 m      | 4:26,65  | 24.      |

## Műkorcsolya
| Versenyző       | Versenyszám  | Rövid program     | Rövid program | Rövid program | Kűr               | Kűr   | Kűr         | Összesítés         | Összesítés |
| Versenyző       | Versenyszám  | Több. hely. száma | Hely.         | Hely. pont.   | Több. hely. száma | Hely. | Hely. pont. | Helyezési pontszám | Helyezés   |
| --------------- | ------------ | ----------------- | ------------- | ------------- | ----------------- | ----- | ----------- | ------------------ | ---------- |
| Cornel Gheorghe | Férfi egyéni | 5×20+             | 21.           | 10,5          | 6×21+             | 21.   | 21,0        | 31,5               | 21.        |

## Sífutás
Férfi
| Versenyző   | Versenyszám         | Eredmény      | Helyezés      |
| ----------- | ------------------- | ------------- | ------------- |
| Antal Zsolt | 10 km               | 31:41,0       | 69.           |
| Antal Zsolt | 15 km üldözőverseny | 45:19,9       | 45.           |
| Antal Zsolt | 30 km               | 1:43:56,6     | 45.           |
| Antal Zsolt | 50 km               | nem ért célba | nem ért célba |

Női
| Versenyző      | Versenyszám         | Eredmény  | Helyezés |
| -------------- | ------------------- | --------- | -------- |
| Monica Lăzăruț | 5 km                | 20:49,5   | 69.      |
| Monica Lăzăruț | 10 km üldözőverseny | 35:27,9   | 60.      |
| Monica Lăzăruț | 15 km               | 55:18,2   | 56.      |
| Monica Lăzăruț | 30 km               | 1:32:41,7 | 34.      |

## Szánkó
| Versenyző                        | Versenyszám | 1. futam | 1. futam | 2. futam | 2. futam | 3. futam | 3. futam | 4. futam | 4. futam | Összesítés | Összesítés |
| Versenyző                        | Versenyszám | Idő      | Hely.    | Idő      | Hely.    | Idő      | Hely.    | Idő      | Hely.    | Idő        | Helyezés   |
| -------------------------------- | ----------- | -------- | -------- | -------- | -------- | -------- | -------- | -------- | -------- | ---------- | ---------- |
| Ion Cristian Stanciu             | Férfi egyes | 51,608   | 27.      | 51,386   | 27.      | 51,927   | 27.      | 51,602   | 26.      | 3:26,523   | 26.        |
| Corina Drăgan-Terecoasa          | Női egyes   | 53,653   | 27.      | 53,329   | 27.      | 52,714   | 27.      | 52,542   | 25.      | 3:32,238   | 27.        |
| Ion Cristian Stanciu Liviu Cepoi | Kettes      | 52,289   | 16.      | 52,986   | 17.      |          |          |          |          | 1:45,275   | 16.        |